# Stefano Allocchio
Stefano Allocchio, nacido en Milán el 18 de marzo de 1962, fue un ciclista italiano, profesional entre 1985 y 1996, cuyos mayores éxitos deportivos los logró en el Giro de Italia donde obtuvo 4 victorias de etapa, y en la Vuelta a España donde conseguiría 1 victoria de etapa. 

## Palmarés

### Ruta
1985
- 2 etapas en el Giro de Italia
- 1 etapa en la Settimana Ciclistica Internazionale

1988
- 1 etapa en el Giro di Puglia

1989
- 1 etapa en la Vuelta a España
- 1 etapa en la Tirreno-Adriático
- 1 etapa en la Settimana Ciclistica Internazionale

1990
- 2 etapas en el Giro de Italia

### Pista
1985
- 3.º en el Campeonato Mundial en puntuación
- Campeonato de Italia en Puntuación

1986
- 3.º en el Campeonato Mundial en puntuación

1989
- Campeonato de Italia en Puntuación

## Resultados en las grandes vueltas
| Carrera         | 1985  | 1986  | 1987  | 1988  | 1989  | 1990  | 1991  | 1992 | 1993  |
| --------------- | ----- | ----- | ----- | ----- | ----- | ----- | ----- | ---- | ----- |
| Giro de Italia  | 132.º | 132.º | 128.º | 114.º | 140.º | 162.º | 132.º | Ab.  | 110.º |
| Tour de Francia | -     | Ab.   | 129.º | -     | -     | -     | -     | -    | -     |
| Vuelta a España | -     | -     | -     | -     | 137.º | -     | -     | -    | -     |
| Mundial en Ruta | -     | -     | -     | -     | -     | -     | -     | -    | -     |

-: no participa

Ab.: abandono